# Трудно быть богом (сериал)
«Трудно быть богом» — будущий российский научно-фантастический сериал режиссёра Дмитрия Тюрина, экранизация одноимённой повести братьев Стругацких. О начале работы над проектом стало известно в феврале 2022 года, премьера состоится на стриминговом сервисе Wink.

## Сюжет
Литературной основой сценария сериала стала повесть братьев Стругацких «Трудно быть богом». Действие в ней происходит в далёком будущем на планете Арканар. Землянин по имени Антон, живущий на Арканаре как скрытый наблюдатель под именем Румата Эсторский, оказывается ввязан в местный конфликт. По словам продюсера проекта Теймура Джафарова, сюжет будет значительно расширен по сравнению с оригиналом: планируется показать тайны Икающего леса, истории других наблюдателей-землян, подробнее рассказать об Арате Горбатом и его бывшем друге Ваге.

## В ролях
- Фёдор Лавров — дон Рэба
- Никита Кологривый — барон Пампа
- Николай Козак
- Ирина Паутова
- Александр Радойчич
- Фёдор Бондарчук — дон Куб
- Сергей Безруков — дон Кондор

## Производство
О начале работы над сериалом стало известно в феврале 2022 года. Производством занялись онлайн-кинотеатр IVI и кинокомпания Team Films, продюсерами стали глава Team Films Теймур Джафаров и гендиректор IVI Олег Туманов, сценаристом — Андрей Золотарёв. По словам Джафарова, авторы шоу хотят «отразить всё наполнение романа, все его аспекты». Проект изначально задумывался как международный с участием звёзд кино, съёмки планировалось вести не только в России, но и в Хорватии и Черногории. В сентябре 2023 года появились данные о том, что режиссёром проекта стал Дмитрий Тюрин, и что ведётся подготовка к кастингу.
В феврале 2025 года «НМГ-студия», Team Films и стриминговый сервис Wink занялись производством. Съёмки начались в мае того же года в Иране, в июне съёмочная группа покинула эту страны из-за боевых действий. Работа над сериалом продолжилась в Москве, в кинопарке Москино. Известно, что роль дона Рэбы досталась Фёдору Лаврову, роль барона Пампы — Никите Кологривому, роль дона Кондора — Сергею Безрукову. Фёдор Бондарчук играет дона Куба — персонажа, которого нет у Стругацких.
В сериале будет восемь эпизодов. Его премьерный показ состоится не раньше 2026 года, причём пройдёт сначала на Wink, а потом на НТВ.